# Grand lac des Cherokees
Le Grand lac des Cherokees (en anglais : Grand Lake o' the Cherokees), est un lac de barrage de l'Oklahoma, aux États-Unis d'Amérique. Il est situé sur la rivière Neosho. 

## Géographie
Le lac de barrage du Grand lac des Cherokees, créé sur la rivière Neosho, est situé dans les contreforts des monts Ozarks dans l'État de l'Oklahoma, près de la frontière avec l'État voisin du Missouri. Le lac est alimenté également par la confluence avec la rivière Elk qui est un affluent de la rivière Neosho.

## Histoire
Le lac artificiel du Grand lac des Cherokees fut créé sur proposition de la Nation Cherokees. Depuis le début du XXe siècle, les Amérindiens de la Nation des Cherokees désiraient obtenir de l'énergie électrique au moyen de la construction d'un barrage électrique sur la rivière Neosho. Il faudra attendre 1935 pour que les ingénieurs étudient et élaborent un projet. En 1938, le Corps du génie de l'armée des États-Unis se mettent à l'ouvrage. Le barrage sera terminé en 1940. Il possède 51 arches et mesure 1 568 mètres de longueur. Il est pourvu de six unités de générateurs électriques produisant 120 mégawatt (deux fois moins, à titre de comparaison, que l'usine marémotrice de la Rance).